# NASCAR Winston Cup Series 1977
La NASCAR Winston Cup Series 1977 è stata la 29ª edizione del campionato professionale di stock car. Il campionato è cominciato il 16 gennaio per concludersi il 20 novembre. Il campione in carica era Cale Yarborough.

## Campionato
Il campionato è stato vinto da Cale Yarborough.